# Рустамова, Разия Али кызы
Разия Али кызы Рустамова (азерб. Raziyyə Əli qızı Rüstəmova; род. 14 июля 1936 года, Норашенский район) — советский азербайджанский хлопковод и виноградарь, Герой Социалистического Труда (1966).

## Биография
Родилась 14 июня 1936 года в селе Карагасанли Норашенского района (ныне Шарурский район Нахичеванской АР Азербайджана).
Начала трудовую деятельность рядовым колхозником в 1955 году в колхозе «50 лет СССР» (ранее колхоз «Совет») Ильичевского района. Позже звеньевая. С 1972 года виноградарь на этом же колхозе.
В 1965 году достигла высоких показателей сборки хлопка.
Указом Президиума Верховного Совета СССР от 30 апреля 1966 года за успехи, достигнутые в увеличении производства хлопка-сырца Рустамовой Разие Али кызы присвоено звание Героя Социалистического Труда с вручением ордена Ленина и золотой медали «Серп и Молот».
Распоряжением Президента Азербайджанской Республики от 2 октября 2002 года, за большие заслуги в области науки и образования, культуры и искусства, экономики и государственного управления Азербайджана, Рустамовой Разие Али кызы предоставлена персональная стипендия Президента Азербайджанской Республики.